# Liste der französischen Botschafter im Osmanischen Reich
Frankreich richtete 1535 eine ständige diplomatische Vertretung im Osmanischen Reich ein, als König François I. ein französisch-osmanisches Bündnis mit Sultan Süleyman I. herbeizuführen suchte. 

## Liste der Botschafter

### Unter demAncien Régime
- Jean de La Forêt 1535–1538
- Antoine de Rincon 1538–1541

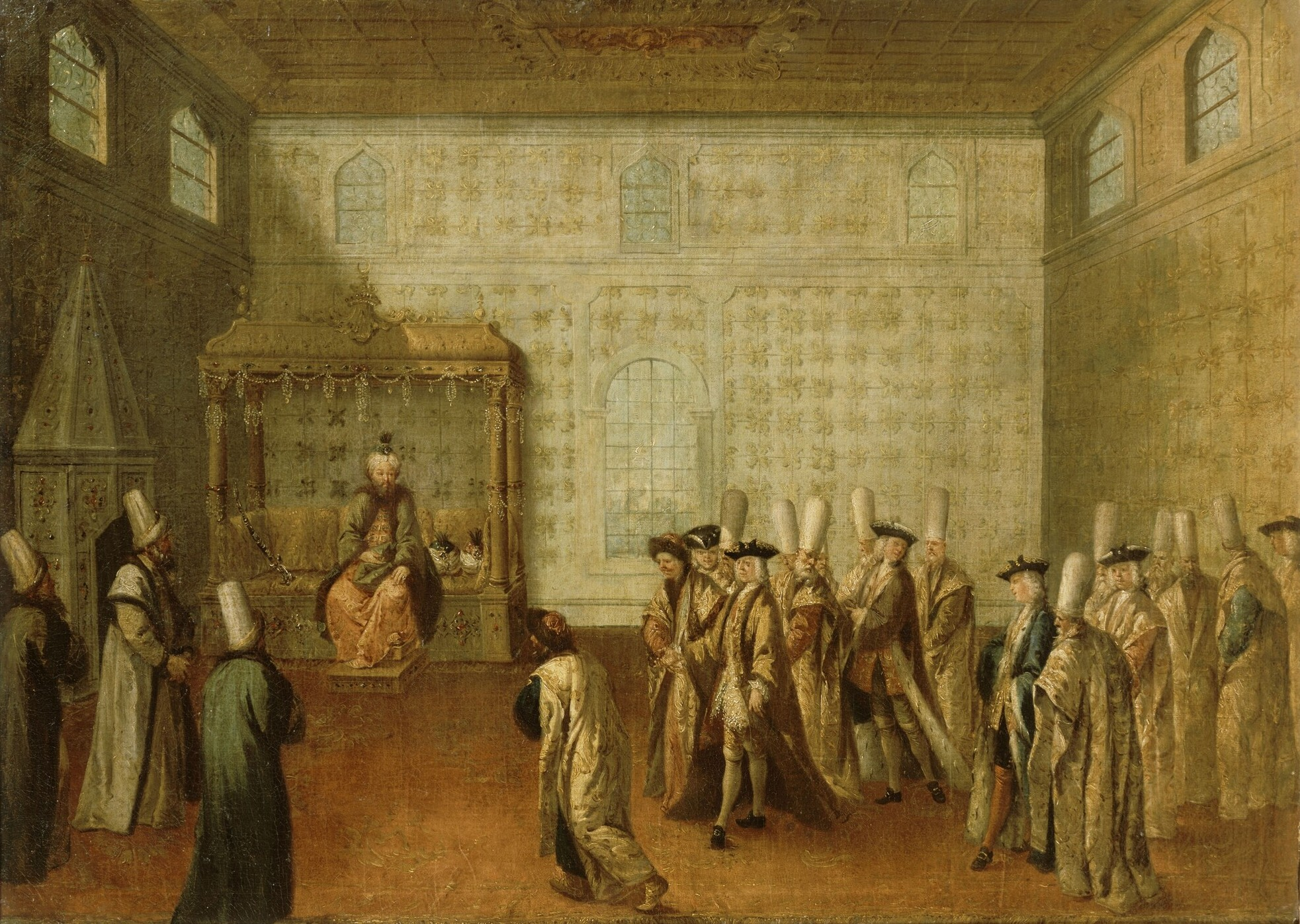
Sultan Ahmed III. empfängt den französischen Botschafter Charles de Ferriol.
Gemälde von Jean-Baptiste van Mour, 1699.

- Antoine Escalin des Eymars 1541–1546
- Gabriel de Luetz d’Aramon 1546–1553
- Michel de Codignac 1553–1556
- Jean Cavenac de la Vigne 1556–1566
- Guillaume de Grandchamp de Grantrie 1566–1571
- François de Noailles 1571–1575
- Gilles de Noailles 1575–1579
- Jacques de Germiny 1579–1585
- Jacques Savary de Brèves 1585–1589
- François Savary de Brèves 1589–1607
- Jean-François de Gontaut-Biron 1607–1611
- Achille de Harlay de Sancy 1611–1620
- Philippe de Harlay 1620–1631
- Henry de Gournay 1631–1639
- Jean de La Hay 1639–1665
- Denis de La Haye 1665–1670
- Charles Marie François Olier, marquis de Nointel 1670–1679
- Gabriel Joseph La Vergne 1679–1686
- Pierre de Girardin 1686–1689
- Pierre Antoine Castagneres 1689–1692
- Charles de Ferriol 1692–1711
- Pierre Puchot 1711–1716
- Jean-Louis de Usson 1716
- Jean-Baptiste Louis Picon 1724–1728
- Louis Sauveur Villeneuve 1728–1741
- Michel-Ange Castellane 1741–1747
- Roland Puchot 1747–1755
- Charles Gravier, comte de Vergennes 1755–1768
- François Emmanuel Guignard 1768–1784
- Marie-Gabriel-Florent-Auguste de Choiseul-Gouffier 1784–1792

### Französische Revolution und erstes Empire
- Charles Louis Huguet  1792–1796 (nur akkreditiert, trat sein Amt jedoch nicht an)
- Jean-Baptiste Annibal Aubert du Bayet 1796–1802
- Guillaume-Marie-Anne Brune 1802–1806
- Horace-François Sébastiani 1806–1812
- Antoine-François Andréossy 1812–1815

### Botschafter von 1815 bis 1914
- Charles François de Riffardeau, marquis de Rivière 1815–1821
- Florimond de Fay La Tour Maubourg 1821–1823
- Armand Charles Guilleminot 1823–1832
- Albin Reine Roussin 1832–1839
- Edouard Pontois 1839–1841
- François-Adolphe de Bourqueney 1844–1851
- Charles La Valette 1851–1853
- Edmond de Lacour 1853–1853
- Achille Baraguey d’Hilliers 1853–1855
- Edouard Antoine de Thouvenel 1855–1860
- Charles La Valette 1860–1861
- Lionel Désiré Marie François René Moustiers 1861–1866
- Nicolas Prosper Bourée 1866–1870
- Arthur de La Guéronnière 1870–1871
- Melchior de Vogüé 1871–1875
- François de Bourgoing 1875–1877
- Hugues Fournier 1877–1880
- Charles-Joseph Tissot 1880–1882
- Emmanuel Henri Victurnien de Noailles 1882–1886
- Gustave Louis Lannes Montebello 1886–1891
- Paul Cambon 1891–1898
- Jean Antoine Ernest Constans 1898–1909
- Maurice Bompard 1909–1914